# Klîneț, Ovruci
Klîneț (în ucraineană Клинець) este un sat în comuna Pișceanîțea din raionul Ovruci, regiunea Jîtomîr, Ucraina.

## Demografie
Componența lingvistică a localității Klîneț
     Ucraineană (100%)
Conform recensământului din 2001, toată populația localității Klîneț era vorbitoare de ucraineană (100%).